# Dianna Agron
Dianna Elise Agron (Savannah, 30 april 1986) is een Amerikaans actrice, zangeres, producer, regisseuse en scenarioschrijfster. Ze is vooral bekend door haar rol als Quinn Fabray in de televisieserie Glee.

## Jeugd en familie
Dianna Agron is geboren in Savannah (Georgia) als dochter van Ronald en Mary Agron. Ze groeide op in San Francisco vanwege de carrière van haar vader, die algemeen directeur was bij een van de Hyatt Hotels. Haar ouders komen oorspronkelijk uit Rusland. Hun oorspronkelijke achternaam, Agronsky, werd aangepast door ambtenaren op Ellis Island. Dianna en haar broer Jason groeiden op in een Joods gezin in de middenklasse. Tijdens haar jeugd spendeerde ze veel tijd aan optreden. Ze begon met dansen toen ze drie jaar oud was; vooral jazz en ballet. Later begon ze ook met hip-hopdansen. Ze bracht ook veel tijd door met optreden op een podium, verscheen in veel lokale musical- en theaterproducties. Ze studeerde cum laude af op de Burlingame High School in Californië.

## Carrière
Agron verscheen in verschillende televisieseries zoals Shark, Close to Home, CSI: NY, Numb3rs en ze had een rol in Veronica Mars voor drie afleveringen. Vervolgens verscheen ze als Harper in een dertiendelige serie van korte films genaamd It’s a Mall World, geregisseerd door Milo Ventimiglia. Daarna kreeg ze een rol in Heroes, namelijk die van Debbie Marshall, de aanvoerder van het cheerleadersteam op de Costa Verde High School. Ze presenteerde ook een minimuziekfestival genaamd Chickens in Love voor de VZW 826LA in Los Angeles.
Ze was een van de vele jonge Hollywoodsterren die geselecteerd werden voor Wal-Marts' Ocean Pacific Lente 2010-marketingcampagne. Deze nationale campagne was te zien in mode-, levensstijl- en entertainmenttijdschriften zoals Elle, Teen Vogue en Cosmopolitan, maar ook online en in verschillende steden. Tevens organiseerden de jonge sterren eind april een Ocean Pacific-evenement in Los Angeles, waar ze ook present waren als merkambassadeurs.
Haar grote doorbraak kwam in 2009 toen ze de rol van Quinn Fabray, een cheerleader op een Amerikaanse High School in Ohio, in de serie Glee ging vertolken. Sinds de serie begonnen is in mei 2009, heeft ze hoge kijkcijfers gehaald en werd zeer positief ontvangen. Voorbeelden hiervan zijn het winnen van een Screen Actors Guild Award voor de acteurs in 2009, en twee Golden Globes voor beste televisieserie in de categorie Comedy of Musical.
In 2010 regisseerde Agron de videoclip voor het nummer Body door Thao with the Get Down Stay Down. Ze speelde in hetzelfde jaar een kleine rol in de film Burlesque, waarin ze samen te zien was met Christina Aguilera, Cher en Stanley Tucci. Tevens werd ze door het tijdschrift People gekozen om deel uit te maken van hun Most Beautiful 2010.
In 2011 is ze samen met Alex Pettyfer en Timothy Olyphant te zien in de sciencefiction-actiethriller I Am Number Four. Tevens behaalde ze in 2011 een achtste plek  in AfterEllen.coms' Hot 100-lijst. Ook in 2011 heeft ze een relatie gehad met Alex Pettyfer, maar ze maakten het na een tijdje uit.

## Filmografie
| Jaar | Titel                     | Rol                     | Notities                                       |
| ---- | ------------------------- | ----------------------- | ---------------------------------------------- |
| 2007 | TKO                       | Dyanna                  |                                                |
| 2007 | Skid Marks                | Megan                   |                                                |
| 2009 | Fuchsia Elephant          | Charlotte Hill          | Ook producent, regisseuse en scenarioschrijver |
| 2009 | Dinner with Raphael       | Dianna                  |                                                |
| 2009 | Celebrities Anonymous     | Sadie                   |                                                |
| 2010 | Bold Native               | Samantha                |                                                |
| 2010 | The Romantics             | Minnow                  |                                                |
| 2010 | The Hunters               | Alice                   |                                                |
| 2010 | Burlesque                 | Nathalie                |                                                |
| 2011 | I Am Number Four          | Sarah Hart              |                                                |
| 2011 | Glee Live! 3D!            | Quinn Fabray / Zichzelf | Documentaire                                   |
| 2013 | The Family/Malavita       | Belle Blake             |                                                |
| 2015 | Zipper                    | Dalia                   |                                                |
| 2018 | Ralph Breaks the Internet | News Anchor             | Stem                                           |

| Jaar       | Titel             | Rol             | Notities                             |
| ---------- | ----------------- | --------------- | ------------------------------------ |
| 2006       | CSI: NY           | Jessica Gunn    | Aflevering: "Murder Sings the Blues" |
| 2006       | Drake & Josh      | Lexi            | Aflevering: "The Great Doheny"       |
| 2006       | Shark             | Gia Mellon      | Aflevering: "Love Triangle"          |
| 2006       | Veronica Mars     | Jenny Budosh    | 3 afleveringen                       |
| 2007       | Heroes            | Debbie Marshall | 4 afleveringen                       |
| 2007       | It's a Mall World | Harper          | 13 afleveringen                      |
| 2008       | Numb3rs           | Kelly Rand      | Episode: "Jack of All Trades"        |
| 2009– 2015 | Glee              | Quinn Fabray    | Hoofdpersonage                       |

## Discografie
| Titel                                       | Details                                                                                      |          |
| Titel                                       | Details                                                                                      | Notities |
| ------------------------------------------- | -------------------------------------------------------------------------------------------- | -------- |
| Glee: The Music, Volume 1                   | - Uitgebracht op: 2 november 2009 - Platenlabel: Columbia (#754090) - Formaat: cd, download  |          |
| Glee: The Music, Volume 2                   | - Uitgebracht op: 8 december 2009 - Platenlabel: Columbia (#761705) - Formaat: cd, download  |          |
| Glee: The Music, The Power of Madonna       | - Uitgebracht op: 20 april 2010 - Platenlabel: Columbia (#767681) - Formaat: cd, download    |          |
| Glee: The Music, Volume 3 Showstoppers      | - Uitgebracht op: 18 mei 2010 - Platenlabel: Columbia (#770611) - Formaat: cd, download      |          |
| Glee: The Music, Journey to Regionals       | - Uitgebracht op: 8 juni 2010 - Platenlabel: Columbia (#772878) - Formaat: cd, download      |          |
| Glee: The Music, The Rocky Horror Glee Show | - Uitgebracht op: 19 oktober 2010 - Platenlabel: Columbia (#779646) - Formaat: cd, download  |          |
| Glee: The Music, The Christmas Album        | - Uitgebracht op: 9 november 2010 - Platenlabel: Columbia (#778567) - Formaat: cd, download  |          |
| Glee: The Music, Volume 4                   | - Uitgebracht op: 26 november 2010 - Platenlabel: Columbia (#779214) - Formaat: cd, download |          |
| Glee: The Music, Volume 5                   | - Uitgebracht op: 8 maart 2011 - Platenlabel: Columbia (#785852) - Formaat: cd, download     |          |
| Glee: The Music Presents the Warblers       | - Uitgebracht op: 19 april 2011 - Platenlabel: Columbia - Formaat: cd, download              |          |
| Glee: The Music, Volume 6                   | - Uitgebracht op: 23 mei 2011 - Platenlabel: Columbia - Formaat: cd, download                |          |